# Corallorhiza
Corallorhiza es un género de orquídeas. Comprende 56 especies descritas y de estas, solo 11 aceptadas.

## Características
Las especies no tienen hojas y confían totalmente su nutrición a hongos simbióticos que se  encuentran dentro de sus raíces.
Estas plantas no producen clorofila y no dependen de la fotosíntesis para su sustento.  Además, a causa de su dependencia de la micoheterotrofía de sus micorrizas, no pueden ser cultivadas con éxito.
Con excepción de la circumboreal C. trifida, el género está restringido al Nuevo Mundo.

## Taxonomía
El género fue descrito por Abraham Gagnebin y publicado en Acta Helvetica, Physico-Mathematico-Anatomico-Botanico-Medica 2: 61. 1755.
Etimología
Corallorhiza: nombre genérico que deriva de dos palabras griegas: "korallion" = (corales) y "rhiza" = (raíz) y se refiere a la raíz rizomatosa precisamente similar a un coral.

## Especies aceptadas
- Corallorhiza bentleyi Freudenst.
- Corallorhiza bulbosa A.Rich. & Galeotti
- Corallorhiza ekmanii Mansf.
- Corallorhiza macrantha Schltr.
- Corallorhiza maculata (Raf.) Raf.
- Corallorhiza mertensiana Bong.
- Corallorhiza odontorhiza (Willd.) Nutt.
- Corallorhiza striata Lindl.
- Corallorhiza trifida Châtel.
- Corallorhiza williamsii Correll
- Corallorhiza wisteriana Conrad